# M. de Vries Azn.

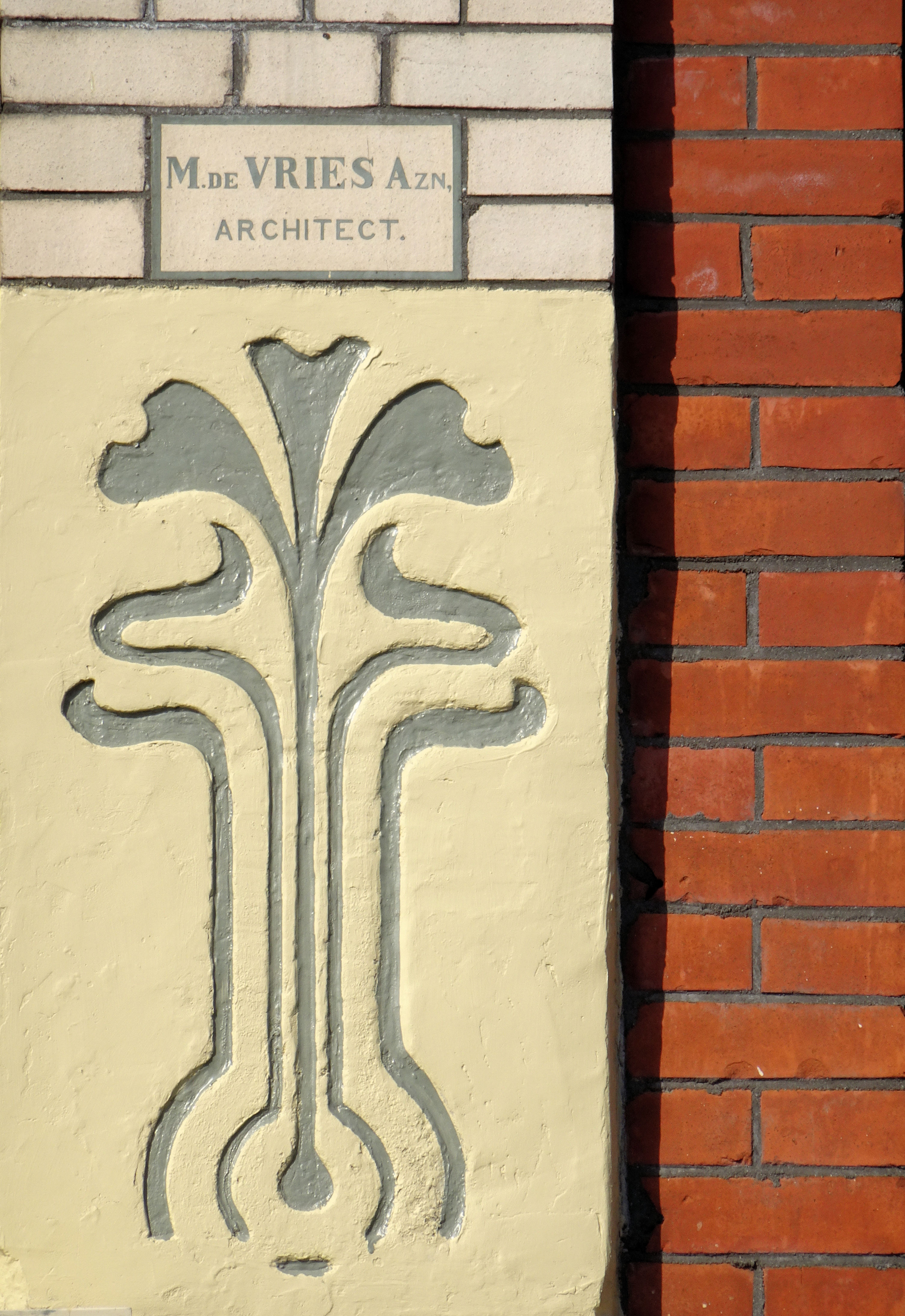
Naam van de architect (Borneo)

Markus de Vries (Assen, 17 januari 1871 – aldaar, 7 september 1944), als architect beter bekend als M. de Vries Azn., was een Nederlandse architect, die vooral werkzaam was in de provincie Drenthe. Hij was de vader van de architect A. de Vries Mzn. (1899-1963), met wie hij samen in Assen het architectenkantoor M. de Vries en Zoon had. Enkele door Markus de Vries ontworpen bouwwerken, waarvan de latere werden geïnspireerd door de stijl van de Amsterdamse School, zijn aangewezen als rijksmonument.

## Werken (selectie)
| Jaartal   | Locatie           | Omschrijving                                       | Status                | Afbeelding |
| --------- | ----------------- | -------------------------------------------------- | --------------------- | ---------- |
| 1898      | Assen             | Winkel- en woonhuis aan de Marktstraat             | Gemeentelijk monument |            |
| 1903      | Assen             | Dubbel herenhuis aan de Torenlaan                  | Gemeentelijk monument |            |
| 1905      | Assen             | Winkel- en woonhuis aan de Kerkstraat              | Rijksmonument         |            |
| 1908      | Assen             | Winkel- en woonhuis Borneo                         | Rijksmonument         |            |
| 1910      | Assen             | Dubbel woonhuis aan de Oranjestraat                | Gemeentelijk monument |            |
| 1913      | Assen             | Woonhuis met kantoor aan de Gymnasiumstraat        | Gemeentelijk monument |            |
| 1914      | Assen             | Woonhuis aan de Vaart ZZ                           | Gemeentelijk monument |            |
| 1921      | Assen             | Woonhuis aan de Emmastraat                         | Gemeentelijk monument |            |
| 1921      | Assen             | Dubbel woonhuis aan de Emmastraat                  | Gemeentelijk monument |            |
| 1921      | Assen             | Blok woonhuizen aan de Emmastraat                  | Gemeentelijk monument |            |
| 1921      | Assen             | Complex onderofficierswoningen aan de Oranjestraat | Gemeentelijk monument |            |
| 1922-1923 | Assen             | Dubbel woonhuis aan de Emmastraat                  | Gemeentelijk monument |            |
| 1922-1923 | Assen             | Dubbel woonhuis aan de Emmastraat                  | Gemeentelijk monument |            |
| 1922-1923 | Assen             | Woningblok aan de Emmastraat                       | Provinciaal monument  |            |
| 1923      | Assen             | Woonhuis ‘De merel’ aan de Stationsstraat          | Gemeentelijk monument |            |
| 1924      | Assen             | Woonhuis aan de Stationsstraat                     | Gemeentelijk monument |            |
| 1924-1925 | Assen             | Kantoor/consultatiebureau aan de Oosterhoutstraat  | Gemeentelijk monument |            |
| 1925      | Assen             | Woonhuis aan de Iepenlaan                          | Gemeentelijk monument |            |
| 1926      | Haren (Groningen) | Villa 't Zunneke                                   | Rijksmonument         |            |
| 1926      | Assen             | Woonhuis aan de Beilerstraat                       | Gemeentelijk monument |            |
| 1929      | Grolloo           | Villa De Moere                                     |                       |            |
| 1935      | Assen             | Woonhuis aan de Vaart NZ                           | Gemeentelijk monument |            |